# 妊娠 (长篇小说)
《妊娠》，贾平凹的长篇小说。

## 内容
全书分作五章，分别是：美好的侏人、龙卷风、故里、马角、瘪家沟。
主要通过“老贯”讲述人类淡看世情，超然看待生死的豁达与乐观。

## 角色
- 老贯：睡觉坐着睡，切菜不需要菜刀，每天坦然面对生活，不惧怕死亡，有庄子超然物外的态度。[1]

## 主题和风格
《妊娠》是贾平凹早期的作品，主要是描写乡村农民的人情人性和内心世界。